# 瓦齊耶區
36°33′N 4°05′E / 36.550°N 4.083°E
瓦齊耶區（阿拉伯语：دائرة واضية），是阿爾及利亞的行政區，位於該國北部，由提濟烏祖省負責管轄，首府設於瓦齊耶，面積140平方公里，2008年人口55,377，人口密度每平方公里397人。